# Немыкин, Андрей Алексеевич
Андре́й Алексе́евич Немы́кин (20 февраля 1972) — советский и российский футболист, вратарь.

## Карьера

### Клубная
Профессиональную карьеру начал в 1991 году в армавирском «Торпедо», в составе которого провёл в том году 34 матча.
В 1992 году перешёл в «Кубань», в составе которой дебютировал в Высшей лиге России, всего в том сезоне сыграл 2 матча, в которых пропустил 5 мячей. Кроме того, сыграл в том году 9 встреч в составе клуба «Нива» из города Славянск-на-Кубани, после чего вернулся в «Кубань».
В сезоне 1993 года провёл 13 матчей в первенстве, и ещё 1 встречу, в которой пропустил 3 гола, сыграл в Кубке России. В 1994 году потерял место в составе, и, так и не сыграв ни одного матча, в июне снова отправился в «Ниву», где и доиграл сезон, проведя 16 игр, в которых пропустил 15 голов, в первенстве и 1 матч, в котором пропустил 2 мяча, в Кубке.
В начале 1995 года вернулся в «Кубань», где и начал сезон, сыграл 2 матча, пропустил 1 гол, но так и не смог получить места в основе, и снова в июне месяце пополнил состав «Нивы», где и доиграл сезон, проведя 8 встреч, в которых пропустил 10 мячей. В 1996 году провёл свой последний профессиональный сезон, сыграл 10 матчей, в которых пропустил 13 голов, в первенстве и 1 матч, в котором пропустил 1 мяч, в Кубке страны.

## После карьеры
После завершения карьеры профессионального игрока работает в налоговой инспекции и продолжает играть в футбол на любительском уровне в коллективах края, в 2004 году был признан лучшим в своём амплуа в сезоне.